# Баоцзы
Ба́оцзы (кит. 包子, пиньинь bāozi), или просто ба́о (кит. 包) — китайское блюдо, представляющее собой небольшой пирожок, приготовляемый на пару.
Тесто — как правило, дрожжевое, в отличие от бууз (чьё название происходит от китайского баоцзы). В качестве начинки могут использоваться как мясные продукты, так и растительные (тофу, капуста, грибы, тыква) или их сочетание. Чаще всего используют свиной фарш с капустой. Когда баоцзы приготовляются в качестве сладкого блюда, начинкой могут быть анко — паста из фасоли адзуки (лат. Vigna angularis) — или кунжут.
В Китае баоцзы особенно любят есть на завтрак, но употребляются они и в другое время дня. В наши дни их можно купить и в замороженном виде, для быстрого приготовления на пару, или, в случае необходимости, даже в микроволновой печи. Особенно популярны баоцзы в шанхайской кухне.
Согласно китайской легенде — в частности, описываемой в классическом китайском романе «Троецарствие» — знаменитым стратегом II—III века н. э. Чжугэ Ляном были изобретены маньтоу, исходно соответствующие рецептуре сегодняшних баоцзы, однако впоследствии превратившиеся в паровые булочки без начинки. До периода правления династии Сун маньтоу обозначали пирожки с начинкой и без, и примерно с этого времени возникает собственно термин «баоцзы» для обозначения паровых пирожков с начинкой.
Паровые пирожки с разнообразной начинкой наподобие баоцзы популярны и в других частях Азии. У тюркских народов, от Средней Азии до Турции, они известны как манты; у монголов и бурят — как буузы (в русской форме — по́зы); у корейцев — пянсе; во Вьетнаме — бань-бао; в Японии — никуман.